# 大城兼義

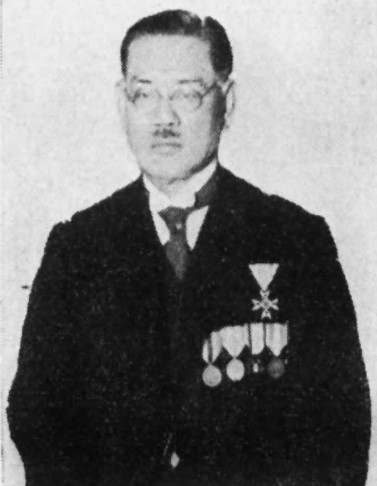
大城兼義

大城 兼義（おおしろ けんぎ / かねよし、1871年8月11日（尚泰24年6月25日）- 1951年（昭和26年）11月11日）は、明治から昭和初期の実業家、政治家。貴族院多額納税者議員。

## 経歴
琉球王国小禄間切宇栄原（のち沖縄県島尻郡小禄村、現那覇市小禄字宇栄原）で、屋号新屋敷・大城三郎の長男として生まれる。小禄小学校、島尻高等小学校を経て、1890年（明治23年）沖縄県立第一中学校（現沖縄県立首里高等学校）に入学したが、3年で退学した。1896年（明治29年）長崎鎮西学館（鎮西学院）神学科沖縄支部を卒業し、伝道師としてキリスト教の布教に従事した。
1901年（明治34年）から臨時沖縄県土地整理事務局で測量に従事。1904年（明治37年）熊本移民 (合) の沖縄代理店を開設し、5カ年にわたりハワイ、メキシコ、南洋諸島へ移民約5千人を送り出した。その後、呉服業、沖縄実業銀行監査役、沖縄書籍社長、沖縄書籍雑誌商組合長、大城無尽商会主などを務めた。
政界では、小禄村会議員、島尻郡会議員、沖縄県会議員などを務め、1925年（大正14年）多額納税者議員に選出され、同年9月29日、同議員に就任し、1932年（昭和7年）9月28日まで1期在任し、この間、交友倶楽部に所属して活動した。
その他、牛馬耕の実演、普及に務め、沖縄県の農事改良に貢献した。